# تشارلز جي. كون
تشارلز جي. كون هو شخصية أعمال ورائد أعمال وسياسي أمريكي، ولد في 29 يناير 1844 في فيلبس في الولايات المتحدة، وتوفي في 5 يناير 1931 في لوس أنجلوس في الولايات المتحدة. نشط حزبياً في الحزب الديمقراطي. وقد انتخب عضو مجلس نواب إنديانا ‏ وانتخب عضو مجلس النواب الأمريكي.